# (594) Mireille
Mireille 594 és un asteroide del cinturó d'asteroides de diàmetre mitjà del voltant de 9,23 quilòmetres. Descobert en 1906 per Max Wolf, té una òrbita que es caracteritza per un semieix major igual a 2,6306323  UA i d'una  excentricitat de 0.3508518, inclinada 32.57739 ° respecte a l'eclíptica.
El nom és un homenatge a Mireia, l'obra de l'escriptor provençal Frederic Mistral.